# Territorio nacional

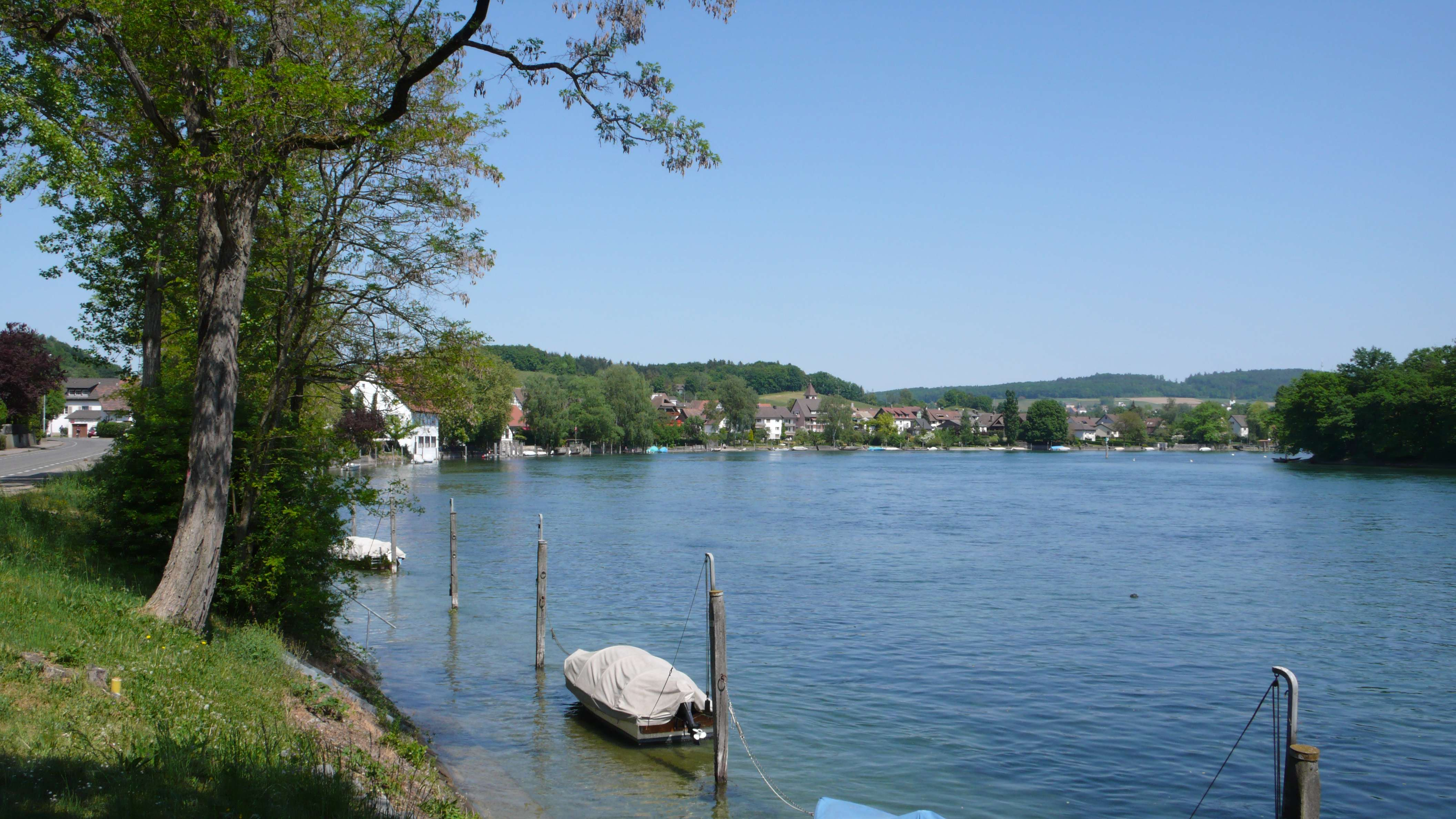
Büesinge am Hochrhii es un enclave alemán en Suiza. El pueblo se encuentra dentro de la frontera suiza, pero pertenece al territorio nacional alemán.

Con el nombre de territorio nacional se conoce al concepto geográfico que se refiere a la porción de superficie que pertenece a un determinado país y sobre la cual un Estado ejerce soberanía. Este criterio no sólo se trata de un espacio terrestre, que ocupa personas o habitantes de esa zona sino también de uno aéreo y de otro marítimo, en caso de que el país tenga costas. El territorio nacional está comprendido dentro de las fronteras de una nación, y está sometido a su imperio (como colonias y posesiones) y sujeto a su jurisdicción (como buques de guerra y edificios de las representaciones diplomáticas que se hallen permanentes en el extranjero).
El territorio nacional se divide en diversas entidades subnacionales, que pueden ser, por ejemplo, localidades, ciudades, provincias y regiones. Estas divisiones político-administrativas suelen contar con una administración local que, de una forma u otra, responde a la administración nacional, aunque bien el grado de autonomía de estas divisiones depende de la legislación de cada país.

## Otros conceptos
El término también es o fue usado para diversos territorios subnacionales de algunos países, tales como Argentina, Colombia, Estados Unidos, entre otros. Estos territorios se suponen un nivel político-administrativo más bajo de entidad territorial que las ya configuradas.